# Zou Kai
Zou Kai (förenklad kinesiska: 邹凯; traditionell kinesiska: 鄒凱; pinyin: Zōu Kǎi), född den 25 februari 1988 i Luzhou, Kina, är en kinesisk gymnast.
Han tog OS-guld i herrarnas fristående, OS-guld i lagmångkampen och OS-guld i räck i samband med de olympiska gymnastiktävlingarna 2008 på hemmaplan i Peking.
Han tog OS-guld i herrarnas fristående, OS-guld i lagmångkampen och OS-brons i räck i samband med de olympiska gymnastiktävlingarna 2012 i London.